# Société royale de botanique de Belgique
Vous pouvez aider à l'améliorer ou bien discuter des problèmes sur sa page de discussion.
- Certaines informations devraient être mieux reliées aux sources mentionnées dans la bibliographie ou les liens externes. Améliorez sa vérifiabilité en les associant par des références. (Marqué depuis mars 2025)
- Il ne présente actuellement aucune catégorie. Cela empêche d'y accéder ou de le retrouver simplement. Vous pouvez nous aider en le catégorisant. (Marqué depuis mars 2025)

La Société royale de Botanique de Belgique (SRBB), (en néerlandais : Koninklijke Belgische Botanische Vereniging ou KBBV), est une association sans but lucratif destinée à la promotion de la botanique en Belgique. L'organisation a été fondée en 1862.
L'association promeut la recherche scientifique. Elle organise des excursions et des colloques. La SRBB, en collaboration avec le Jardin botanique national de Belgique, est responsable de la revue scientifique Plant Ecology and Evolution, qui a été fondée en 2010 pour succéder à la Revue belge de botanique. L'association dispose d'une bibliothèque située dans la bibliothèque du Jardin botanique national de Belgique à Meise (Brabant flammand).
L'association décerne quatre prix aux membres du SRBB qui ont apporté une contribution significative à la recherche botanique :
- Le Prix François Crépin, décerné tous les trois ans pour récompenser la recherche sur la flore de Belgique et des régions voisines.
- Le prix Léo Errera, décerné tous les trois ans pour récompenser des recherches en physiologie végétale, génétique, morphologie végétale et biologie moléculaire des plantes.
- Le prix Émile Marchal, décerné tous les six ans pour récompenser des recherches en mycologie, microbiologie ou phytopathologie.
- Le prix Émile De Wildeman, décerné tous les trois ans pour récompenser la recherche en botanique tropicale.

L'association est ouverte aux étudiants, enseignants, botanistes professionnels, gestionnaires de réserves naturelles et personnes intéressées par la botanique.